# Bataka
Bataka este un oraș din Dominica.